# Dniprova Tchaïka
Dniprova Tchaïka, de son vrai nom Lioudmila Vassilevska, née le 20 octobre 1861 à Domanivka et morte le 13 mars 1927 à Hermanivka, est une poétesse, écrivaine pour enfants, nouvelliste, traductrice et éducatrice ukrainienne.

## Biographie
Dniprova Tchaïka était la fille d'un prêtre de village russe et d'une mère ukrainienne. Née Lioudmila Berezina à Karlivka, dans le sud de l'Ukraine, elle a fait ses études dans un lycée privé à Odessa. Elle a travaillé comme tutrice privée puis a enseigné dans une école de village et plus tard au lycée. Elle a compilé des chansons folkloriques ukrainiennes et des traditions orales. 
En 1885, elle se maria avec Teofan Alexandrovitch Vassilevski (Теофан Василевський), un historien et indépendantiste ukrainien originaire de Kiev, qu'elle épousa à Kherson. Le nationaliste ukrainien étant réprimé au sein de l'Empire russe, le couple s'est souvent retrouvé sous la surveillance de la police.
En 1905, elle est arrêtée et ses écrits sont saisis
Ses premiers poèmes et nouvelles ont été publiés dans des journaux en Ukraine. Elle a également écrit des poèmes et des contes de fées pour enfants et les livrets pour un certain nombre d'opérettes pour enfants; les partitions ont été écrites par Mykola Lyssenko. 
Dniprova Tchaïka a également écrit de la poésie en russe et traduit la littérature suédoise et russe en ukrainien.
Lioudmila Vassilevska et son mari se sont séparés après que leurs enfants aient grandi.
Lioudmila Vassilevska est décédée à Hermanivka, dans le raïon d'Oboukhiv (oblast de Kiev) à l'âge de 65 ans. Son corps repose au cimetière Baïkov.
Un recueil de ses œuvres a été publié en 1929 et un autre en 1931. 
Une pièce de monnaie ukrainienne commémorative à son effigie a été mise en circulation en Ukraine en 2011, à l'occasion du 150e anniversaire de sa naissance. Elle faisait partie d'une série intitulée « Personnalités exceptionnelles de l'Ukraine ».

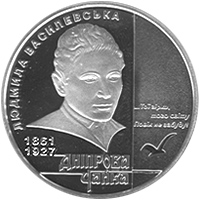
Pièce de monaire ukrainienne à l'effigie de Dniprova Tchaïka
- Écrits (tome 1) publié en 1919
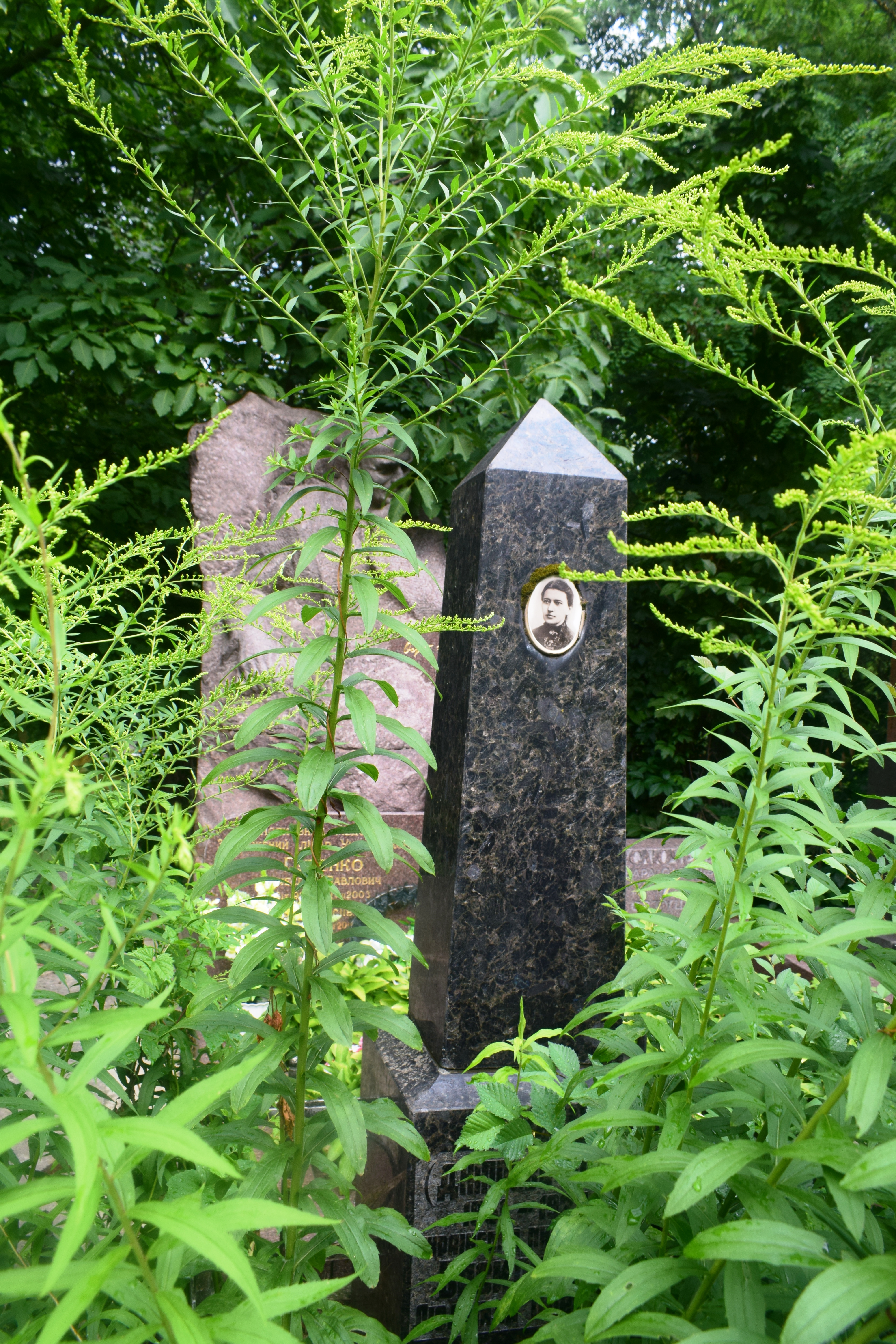
Tombe de Dniprova Tchaïka au cimetière Baïkov